# Карла Маркса (Тверська область)
Карла Маркса (рос. Карла Маркса) — присілок в Конаковському районі Тверської області Російської Федерації.
Населення становить 67 осіб. Входить до складу муніципального утворення Вахонинське сільське поселення.

## Історія
Від 2005 року входить до складу муніципального утворення Вахонинське сільське поселення.

## Населення
| 2010 |
| ---- |
| 67   |